# Station Szymiszów
Station Szymiszów is een spoorwegstation in de Poolse plaats Szymiszów.